# Eteono
Eteono (en griego, Έτεωνός), posteriormente llamada Escafas (Σκαφαί) o Escaflas (Σκαφλαί), es el nombre de una antigua ciudad griega de Beocia, que fue mencionada por Homero en el Catálogo de las naves de la Ilíada, donde se la califica de «muy montañosa».
Una tradición, recogida por Lisímaco de Alejandría decía que, cuando murió Edipo, los habitantes de Tebas y de otra aldea beocia llamada Ceo no quisieron que sus restos quedaran enterrados en sus territorios y su cuerpo fue transportado a Eteono, donde fue enterrado, de noche, en un recinto consagrado a Deméter. Cuando los habitantes de Eteono se enteraron del hecho, consultaron el oráculo sobre lo que debían hacer y la respuesta fue que no se debía turbar al adorador de la diosa, por tanto los restos quedaron enterrados allí.
Según Estrabón, posteriormente su nombre cambió al de Escaflas. Es mencionada en las Helénicas de Oxirrinco bajo la forma Escafas donde fue una de las poblaciones que, junto con Eritras, Esqueno, Escolo, Áulide, Potnias y otras localidades semejantes que no tenían murallas, habían hecho sinecismo con Tebas, ciudad que duplicó así su número de habitantes.
Ello ocurrió ante la amenaza de los atenienses, al inicio de la guerra del Peloponeso.
Se encontraba cerca de Tebas pero su localización exacta es dudosa: algunos la han situado cerca de la actual Pyli, otros próxima a la actual Asopia y otros cerca del actual pueblo de Klidí.